# Mount Warning
Mount Warning is een berg in New South Wales, Australië, bij de grens tussen Queensland en New South Wales, vlak bij Murwillumbah. Hij wordt ook wel Wollumbin genoemd. Mount Warning is het middelpunt van een eeuwenoude vulkaan.
Door de hoogte en de kleine afstand tot het meest oostelijk punt in Australië, Cape Byron, staat de berg er om bekend dat het, het punt op het vasteland is waar je het eerste het begin van de zonsopgang kunt zien.

## Beschermd gebied
De berg wordt tegenwoordig beschermd doordat hij in het omringende Mount Warning National Park ligt, toegang tot het park wordt gecontroleerd door de National Parks en Wildlife Service. Mount Warning is een deel van het Central Eastern Rainforest reservaat, dat op de UNESCO werelderfgoed lijst staat.

## Geschiedenis
De naam van 'Mount Warning' is in mei 1770 aan de berg gegeven door James Cook die tijdens zijn reis met de Endeavour langs de oostkust voer. Hoe noemde de berg en Point Danger zo omdat er zich ongeveer 5 mijl voor de kust ondiepe zandbanken bevonden.
Mount Warning is het middelpunt van een eeuwenoude vulkaan, de Tweed vulkaan, die 23 miljoen jaar gelden voor het laatst uitbarstte. De vulkaan was oorspronkelijk ongeveer twee keer zo hoog was als de huidige berg. De resten van deze uitbarsting zijn nog goed zichtbaar in de Tweed vallei.

## Het beklimmen van de berg
De berg blijft een plaats van cultureel en traditioneel belang voor de Bundjalung Aboriginals. Hij ligt echter in het oorspronkelijke land van de Ngarakwal Nganduwal aboriginals en is een plaats waar zij bepaalde ceremonies en rituelen uitvoeren. De Bundjalung pleiten voor culturele en traditionele beperkingen die het verbieden om de berg te beklimmen. De National Parks en Wildlife Service publiceert dit verzoek en demotiveert potentiële klimmers, maar in principe is het nog niet verboden. De beklimming van de berg duurt ongeveer 2 tot 3½ uur (een kant op) en vereist een goede conditie